# Potyczka pod Stefanówką
Potyczka pod Stefanówką – potyczka stoczona 2 lipca 1944 roku w Stefanówce między oddziałem Armii Krajowej a oddziałami Armii Ludowej i Batalionów Chłopskich.

## Przebieg starcia
We wsi Stefanówka kwaterował oddział Armii Ludowej dowodzony przez Bolesława Kaźmiraka „Cienia”. Po wydarzeniach w Owczarni w maju 1944 r., w czerwcu tego samego roku rzekomo sąd AK wydał wyrok na „Cienia” i jego oddział. Skutkiem tego, w trzeciej dekadzie czerwca grupa oficerów AK podobwodu „C” obwodu Puławy Armii Krajowej w składzie: por. Eugeniusz Kotlarski – „Jastrzębski”, ppor. Witold Andrzejewski – „Waleniak” ruszyła w pościg za „Cieniem” i jego oddziałem z zamiarem jego likwidacji. Doszło do kilku starć m.in. pod Marynopolem i Bożą Wolą. W czerwcu 1944 w Wandalinie „Cień” zamordował 3 żołnierzy AK z oddziału Bolesława Frańczaka „Argila”: por. Eugeniusza Kotlarskiego „Jastrzębia” z Urzędowa oraz podchorążych Henryka Golińskiego i Władysława Jagiełły. Jednak najkrwawsze wydarzenie rozegrało się w Stefanówce.
2 lipca 1944 roku partyzanci OP IV/15 pp pod dowództwem por. Bolesława Frańczaka „Argila” – jak obliczono w sile 400 ludzi (pospolitego ruszenia) uzbrojonych w broń maszynową – w tym jeden CKM – napadły w Stefanówce na śpiących żołnierzy AL z oddziału „Cienia” i żołnierzy BCh z oddziału szkoleniowego Józefa Pacyny ps. „Chrzestny. Napadnięci żołnierze AL i BCh zaczęli się bronić i przyjęli narzuconą im walkę. Ogólny bilans tej bratobójczej walki to 52 osoby zabite. W tym znaczna większość od własnego CKM-u i od własnej broni. Natarcie załamało się. „Argil” stracił 13 ludzi, oddział AL o kilku mniej.